# 美的
『美的』（びてき）は、小学館から発行されている美容雑誌である。毎月22日発売。

## 概要
2001年3月に創刊。
創刊20周年を迎えた2021年5月号は、女優の北川景子が表紙に登場。通常の約2.5倍の600ページを超える同誌史上初のボリュームの特大号となった。

## モデル
- ヨンア
- 森絵梨佳
- 佐藤栞里
- 比留川游
- 野崎萌香
- 渡辺知夏子
- 樋場早紀

## 表彰

### 美的ベストビューティウーマン
- 2014年：北川景子[2]
- 2015年：石原さとみ[3]
- 2016年：石原さとみ[3]
- 2017年：石原さとみ（殿堂入り）[3]
- 2018年：北川景子[2]
- 2019年：深田恭子[4]
- 2020年：戸田恵梨香[5]
- 2021年：北川景子[2]
- 2022年：綾瀬はるか[6]
- 2023年：川口春奈[7]
- 2024年：浜辺美波[8]

### 美的ベストビューティマン
- 2022年：渡辺翔太[6]
- 2023年：渡辺翔太[7]
- 2024年；杉野遥亮[8]

### 美的GRANDベストビューティウーマン
- 2022年：松本若菜[6]
- 2023年：小池栄子[7]
- 2024年：内田有紀[8]